# Палермские горы
Палермские горы (итал. Monti di Palermo) — горный хребет на острове Сицилия, Италия. Вместе с Неброди, Пелоритани, Мадоние и Трапанскими горами образуют горную систему Сицилийские Апеннины. Название получили месту расположения от города Палермо, столицы Сицилии.
Реками Элеутерио и Ято, впадающими в Тирренское море, разделены на две части, восточную и западную; на юге переходят в холмистую долину Альта-Валле-дель-Беличе.

## Описание
Палермские горы расположены на водоразделе Валь-ди-Мадзара, отделяющим бассейн рек на севере острова, впадающих в Тирренское море, от бассейна рек на юге, впадающих в Сицилийское море. Длина горного хребта составляет около 25 км. Он имеет форму подковы, которая начинается с плато Контрада-Лупотто на северо-западе от фракции Фикуцца в коммуне Корлеоне и завершается плато Контрада-Перчанотта на юго-востоке от коммуны Сан-Чипирелло.
В восточной части Палермских гор, на границе с Альто-Беличе находится гора Монте-Пиццута (1333 м), высочайшая вершина горного хребта. Отсюда горная цепь простирается на юг примерно на 19 км — от ущелья Элеутерио, близ коммуны Маринео до коммун Сан-Чипирелло и Сан-Джузеппе-Ято. Внутри подковы находится обширное плато, в котором воды бассейна реки Беличе-Дестро образуют искусственное озеро Пьяна-дельи-Албанези. В Эзи горная цепь ограничивается рекой Элеутерио, на северо-востоке равниной Конка д’Оро, с находящимся на ней городом Палермо, на востоке доходит до побережья Тирренского моря.
В западной части Палермских гор, которая начинается от Портелла-делла-Палья рельефом сформированным Альто-Орето и Альто-Ято и простирается на запад до равнины Партинико, находятся самые важные вершины горной системы. На севере изгибы горной цепи дают начало Монреальским горам, которые простираются на север к Монте-Билльеми, спускающимся к морю между фракцией Сферракавалло и коммуной Изола-делле-Феммине, и расширяются на северо-западе в Каринийские горы, доходя до Пунта-Раизи, и в Монти-ди-Терразини заканчиваются у фракции Капо-Рама, находящейся на одноименном мысе в заливе Кастелламаре.
Монти-Билльеми и Монреальские горы ограничивают на западе равнину Конка д’Оро, на севере которой находятся два рельефа, полностью изолированных между морем и равниной — Монте-Пеллегрино и Монте-Галло.

## Состав
Северо-западная часть: Горы Партинико и Борджетто, Монреальские горы, Каринийские горы, Беллолампо, Монте-Билльеми, Монте-Куччо, Монте-Галло, Монте-Пеллегрино, Пиццо-Капра, Колле-Атолло.
Юго-восточная часть: Монте-Грифоне, Парко-Векьоские горы, Бельмонте-Меццаньоские горы, Коллине-ди-Роккамена, Пьяна-дельи-Албанезские горы, Горы Сан-Чипирелло и Сан-Джузеппе-Ято, Джибильросса.
Равнины и долины: Конка д’Оро, Пьяна-дей-Колли, Валле-дель'Орето, Пьяна-ди-Карини, Пьяна-ди-Терразини-э-Чинизи, равнина Партинико, Валле-делло-Ято, Пьяно-Стоппа (Мизильмери), Валле-дель'Элеутериo.
Плато: Пьянетто, Пьяно-Казаболи.